# Antoni (Amfitieatrow)
Antoni, imię świeckie: Jakow Gawriiłowicz Amfitieatrow (ur. 3 października?/15 października 1815 w ujeździe czelabińskim, zm. 27 października?/8 listopada 1878 w Kazaniu) – rosyjski biskup prawosławny.

## Życiorys
Był synem prawosławnego kapłana Gawriiła Amfitieatrowa i Tatiany Niesmiełowej, bratankiem biskupa Filareta (Amfitieatrowa). Miał troje rodzeństwa. W wieku piętnastu lat stracił ojca, odtąd rodzinie pomagali biskup Filaret oraz ks. Pietr Aleksinski, mąż siostry Tatiany Amfitieatrowej. W 1834 Jakow Amfitieatrow ukończył seminarium duchowne w Kałudze, zaś w roku następnym podjął studia teologiczne w Kijowskiej Akademii Duchownej. Akademia zatrudniała wówczas wielu czołowych teologów rosyjskich, jednak pewien wpływ na przyszłego biskupa wywarł z nich tylko jeden, Dymitr (Murietow). O wiele ważniejsze okazał się dla niego kontakt z mnichami Ławry Pieczerskiej i uczestnictwo w nabożeństwach w tymże klasztorze. W 1839 Jakow Amfitieatrow ukończył studia, uzyskując stopień magistra i został zatrudniony w katedrze teologii dogmatycznej. 12 września 1840 złożył wieczyste śluby mnisze przed swoim wujem, metropolitą kijowskim Filaretem. Z jego rąk przyjął 15 września święcenia kapłańskie. W 1840 został rektorem szkoły duchownej w Kijowie, w 1841 przeniesiono go na stanowisko inspektora seminarium duchownego w tym samym mieście, zaś w 1845 został jego rektorem. W 1845 otrzymał godność archimandryty. Od 1848 łączył obowiązki rektorskie z zadaniami przełożonego monasteru św. Mikołaja w Kijowie. W tym samym roku uzyskał stopień doktora teologii. Wyjechał wówczas na rok do Petersburga, gdzie zetknął się z metropolitą moskiewskim Filaretem, który wysoko go ocenił i w późniejszych latach rekomendował do obejmowania wysokich godności cerkiewnych. W 1851 Antoni (Amfitieatrow) został rektorem Kijowskiej Akademii Duchownej.
30 marca 1858 przyjął chirotonię biskupią i został biskupem czehryńskim, wikariuszem eparchii kijowskiej. Rok później został ordynariuszem eparchii smoleńskiej i wiaziemskiej. W 1866 został biskupem kazańskim i swijaskim, rok później został podniesiony do godności arcybiskupiej. W swojej eparchii przeprowadził, zgodnie z wytycznym Świątobliwego Synodu Rządzącego, reformę zarządu eparchii, w tym konsystorza. Współtworzył dwa nowe klasztory: monaster Zaśnięcia Matki Bożej w Czystopolu oraz monaster św. Michała Archanioła w Koźmodiemjanskim, który stał się ważnym ośrodkiem prowadzenia misji prawosławnej wśród ludności rdzennej. Z jego inicjatywy monaster Tichwińskiej Ikony Matki Bożej w Ciwilsku został przekształcony z męskiego w żeński. Biskup był również autorem szczegółowego planu nowego zespołu fresków w katedralnym soborze Zwiastowania w Kazaniu. Odbywał liczne podróże duszpasterskie po swojej eparchii, odwiedzając wiejskie parafie. Wydał zbiór swoich homilii, jak również publikował je w pismach prawosławnych. Założył bractwo św. Guriasza, które zajmowało się pracą misyjną i oświatową wśród rdzennej ludności regionu, a następnie wspierał je finansowo.
Zmarł w 1878 po kilkumiesięcznej chorobie i został pochowany w soborze Zwiastowania w Kazaniu.